# フアン・カスターニョ・キロス
フアネーレ (Juanele) こと、フアン・カスターニョ・キロス（Juan Castaño Quirós, 1971年4月10日 - ）は、スペイン・ヒホン出身の元サッカー選手。スペイン代表であった。ポジションはフォワード。

## 経歴

### クラブ
1991-92シーズン、20歳の時にスポルティング・デ・ヒホンからプロデビュー。同シーズンは24試合に出場し、1992-93シーズン以後は絶対的なレギュラーとなった。1994年にCDテネリフェに移籍すると、攻撃の中心選手として活躍し、1995-96シーズンには5位となってUEFAカップ出場権を獲得した。1996-97シーズンのUEFAカップではSSラツィオ戦（2試合合計5-4）で2得点し、フェイエノールト戦（2試合合計4-2）でも2得点するなど、テネリフェの準決勝進出に貢献した。テネリフェはリーグ戦で2シーズン続けて10位以内に入り、フアネーレ自身は2シーズン計60試合に出場して15得点を挙げた。テネリフェは1998-99シーズン終了後にセグンダ・ディビシオン（2部）降格となったため、レアル・サラゴサに移籍。2000年代初頭にはコパ・デル・レイで2度優勝した。プリメーラ・ディビシオン（1部）では計346試合に出場して61得点を挙げた。
2004年、セグンダ・ディビシオンのテッラーサFCに移籍。2005-06シーズンはレアル・アビレスCFでプレーした。2006-07シーズンはディビシオネス・レヒオナレス（5部以下相当、アストゥリアス州地域リーグ）のSDアトレティコ・カモーチャとTSKロセス（いずれもアマチュアクラブ）でプレーし、シーズン終了後に現役引退した。

### 代表
1994年1月19日、ビーゴで行われたポルトガル代表との親善試合 (2-2) でスペイン代表デビュー。その試合で初得点も決め、1994年6月10日にモントリオールで行われたカナダ戦 (2-0) で代表2点目を決めた。1994 FIFAワールドカップのメンバーに選出されたが、1試合も出場することなく大会を終えたため、得点したカナダ戦がスペイン代表での最終戦となった。アストゥリアス州代表としては、2000年12月23日に行われたマケドニア共和国との親善試合の1試合に出場した。
代表での得点
| #  | 日付          | 場所           | 相手       | スコア | 結果 | 大会     |
| -- | ------------- | -------------- | ---------- | ------ | ---- | -------- |
| 1. | 1994年1月19日 | ビーゴ         | ポルトガル | 2-1    | 2-2  | 親善試合 |
| 2. | 1994年6月10日 | モントリオール | カナダ     | 0-2    | 0-2  | 親善試合 |

### 現役引退後
現役引退後は鬱症状に悩まされ、処方薬による中毒症状克服のための格闘を経て、2008年初頭、フアネーレは薬物の過剰摂取を理由にヒホンの病院に収容された。しかし、やがて回復したフアネーレはヒホン時代のチームメイトのイバン・イグレシアスとともにサッカースクールを開校した。

## タイトル
レアル・サラゴサ
- コパ・デル・レイ (2) : 2000-01, 2003-04